# Caesars Entertainment, Inc. (2020–)
Caesars Entertainment, Inc., tidigare Eldorado Resorts, Inc. är ett amerikanskt företag inom gästgiveri och hasardspel. De äger och driver 22 egendomar samt driver ytterligare fem i tolv amerikanska delstater.
Företaget har sitt huvudkontor i Reno i Nevada.
Den 20 juli 2020 genomförde Eldorado en fusion med konkurrenten Caesars Entertainment Corporation för 17,3 miljarder amerikanska dollar, där Eldorado var den formella köparen. Det nya kombinerade företaget fick det nuvarande namnet.

## Historik
Företaget grundades den 14 maj 1973 som Eldorado Resorts av ett konsortium, bestående av de lokala affärsmännen Donald Carano, William Carano, Jerry Poncia, George Siri, Richard Stringham och George Yori, i samband med invigningen av kasinot Eldorado Resort Casino i Reno i Nevada. Mer än två decennier senare invigde Eldorado tillsammans med konkurrenten Circus Circus Enterprises kasinot Silver Legacy Resort Casino, som var placerat mitt emellan företagens kasinon Eldorado Resort Casino och Circus Circus Reno. 2013 uppvisade företaget vilja att expandera och man fusionerades med kasinoföretaget MTR Gaming Group. I november 2015 köpte man de resterande 50 % i kasinot Silver Legacy och hela Circus Circus Reno från MGM Resorts International för 72,5 miljoner dollar. I maj 2017 köpte man Isle of Capri Casinos för 1,7 miljarder dollar. 2018 köpte Eldorado tillsammans med Gaming and Leisure Properties (GLPI) Tropicana Entertainment för totalt 1,85 miljarder dollar, där GLPI betalade 1,21 miljarder dollar för tomterna och ägande av Tropicanas egendomar medan Eldorado betalade 640 miljoner dollar för att driva dem. Den 24 juni 2019 blev det offentligt att Eldorado skulle köpa världens tredje största kasinoföretag i Caesars Entertainment Corporation för 17,3 miljarder dollar, affären beräknades slutföras i första halvan av 2020 efter eventuell godkännande av myndigheter och aktieägare. Det nya kombinerade företaget kommer fortsättningsvis heta Caesars Entertainment men ledningen är från Eldorado och huvudkontoret kommer vara i Reno. Eldorado meddelade samtidigt att Vici Properties kommer att köpa tre egendomar som är ägda av Caesars däribland Harrah's Atlantic City för $1,8 miljarder. Den 20 juli 2020 blev fusionen slutförd.

## Tillgångar

### Nuvarande
Datum: 31 december 2018
- (GLPI) = Egendomen ägs av Gaming and Leisure Properties medan Eldorado driver den.

|         | Namn                                       | Ort                           | Förvärvad | Antal hotellrum | Spelyta (m2) |
| ------- | ------------------------------------------ | ----------------------------- | --------- | --------------- | ------------ |
|         | Belle of Baton Rouge (GLPI)                | Baton Rouge, Louisiana        | 2018      | 288             | 2 648        |
|         | Circus Circus Reno                         | Reno, Nevada                  | 2015      | 1 571           | 6 085        |
|         | Eldorado Gaming Scioto Downs               | Columbus, Ohio                | 2014      | —               | 12 077       |
|         | Eldorado Resort Casino                     | Reno, Nevada                  | —         | 814             | 6 643        |
|         | Eldorado Resort Casino Shreveport          | Shreveport, Louisiana         | 2005      | 403             | 7 488        |
|         | Grand Victoria Casino Elgin                | Elgin, Illinois               | 2018      | —               | 3 410        |
|         | Isle Casino Bettendorf                     | Bettendorf, Iowa              | 2017      | 509             | 3 410        |
|         | Isle Casino Cape Girardeau                 | Cape Girardeau, Missouri      | 2017      | —               | 3 855        |
|         | Isle Casino Hotel Black Hawk               | Black Hawk, Colorado          | 2017      | 238             | 2 685        |
|         | Isle Casino Hotel Waterloo                 | Waterloo, Iowa                | 2017      | 194             | 3 651        |
|         | Isle Casino Racing Pompano Park            | Pompano Beach, Florida        | 2017      | —               | 4 181        |
|         | Isle of Capri Boonville                    | Boonville, Missouri           | 2017      | 140             | 2 471        |
|         | Isle of Capri Casino Hotel Lake Charles    | Lake Charles, Louisiana       | 2017      | 493             | 2 434        |
|         | Isle of Capri Casino Hotel Lula            | Lula, Mississippi             | 2017      | 486             | 5 295        |
|         | Isle of Capri Casino Kansas City           | Kansas City, Missouri         | 2017      | —               | 3 698        |
|         | Lady Luck Casino Black Hawk                | Black Hawk, Colorado          | 2017      | 164             | 1 384        |
|         | Lady Luck Casino Caruthersville            | Caruthersville, Missouri      | 2017      | —               | 1 951        |
|         | Lady Luck Casino Vicksburg                 | Vicksburg, Mississippi        | 2017      | 89              | 2 323        |
|         | Lumière Place Casino                       | St. Louis, Missouri           | 2018      | 494             | 6 968        |
|         | Montbleu Resort Casino & Spa               | Stateline, Nevada             | 2018      | 474             | 4 181        |
|         | Mountaineer Casino, Racetrack & Resort     | New Cumberland, West Virginia | 2014      | 357             | 7 014        |
|         | Silver Legacy Resort & Casino              | Reno, Nevada                  | 2015      | 1 685           | 8 371        |
|         | Trop Casino Greenville (GLPI)              | Greenville, Mississippi       | 2018      | 40              | 1 118        |
|         | Tropicana Atlantic City (GLPI)             | Atlantic City, New Jersey     | 2018      | 2 366           | 11 892       |
|         | Tropicana Evansville (GLPI)                | Evansville, Indiana           | 2018      | 338             | 4 227        |
|         | Tropicana Laughlin Hotel and Casino (GLPI) | Laughlin, Nevada              | 2018      | 1 487           | 4 989        |
| Totalt: | Totalt:                                    | Totalt:                       | Totalt:   | 12 630          | 124 449      |

### Före detta
|         | Namn                        | Ort                           | Ägande    | Antal rum | Spelyta (m2) |
| ------- | --------------------------- | ----------------------------- | --------- | --------- | ------------ |
|         | Lady Luck Casino Nemacolin  | Farmington, Pennsylvania      | 2017–2019 | —         | 2 295        |
|         | Presque Isle Downs & Casino | Summit Township, Pennsylvania | 2014–2019 | —         | 3 735        |
| Totalt: | Totalt:                     | Totalt:                       | Totalt:   | —         | 6 030        |